# Gare de Vivoin - Beaumont
Pour les articles homonymes, voir Gare de Beaumont.
La gare de Vivoin - Beaumont est une gare ferroviaire française de la ligne du Mans à Mézidon, située sur le territoire de la commune de Vivoin, près de Beaumont-sur-Sarthe, dans le département de la Sarthe en région Pays-de-la-Loire.
La station a été mise en service en 1856 par la compagnie des chemins de fer de l'Ouest. C'est aujourd'hui une halte ferroviaire de la Société nationale des chemins de fer français (SNCF) du réseau TER Pays de la Loire, desservie par des trains qui circulent entre Le Mans et Caen ou Alençon. Vivoin - Beaumont est à environ 30 kilomètres du Mans et 27 km d'Alençon.

## Situation ferroviaire
Établie à 68 mètres d'altitude, la gare de Vivoin - Beaumont est située au point kilométrique (PK) 29,281 de la ligne du Mans à Mézidon, entre les gares ouvertes de Teillé et de La Hutte - Coulombiers. Elle est séparée de ces deux gares respectivement par les gares aujourd'hui fermées de Maresché et de Piacé - Saint-Germain.

## Histoire
La station de Vivoin - Beaumont est la quatrième de l'embranchement du Mans à Mézidon, dont la première section du Mans à Alençon est mise en service par la compagnie des chemins de fer de l'Ouest le 15 mars 1856. Elle permet la desserte des communes de Vivoin (1571 habitants) à 10 minutes et Beaumont (2520 habitants) à deux kilomètres situées de part et d'autre de la station.
L'ancien bâtiment voyageurs a été détruit en juin 2019.

## Service des voyageurs

### Accueil
Halte SNCF, c'est un point d'arrêt non géré (PANG) à entrée libre équipée de panneaux d'informations et d'abris de quai. Néanmoins un guichet, ouvert du lundi au samedi, est installé dans la poste de Beaumont-sur-Sarthe. 

### Desserte
La gare est desservie par des trains du réseau TER Pays de la Loire circulant entre Le Mans et Caen ou Alençon.

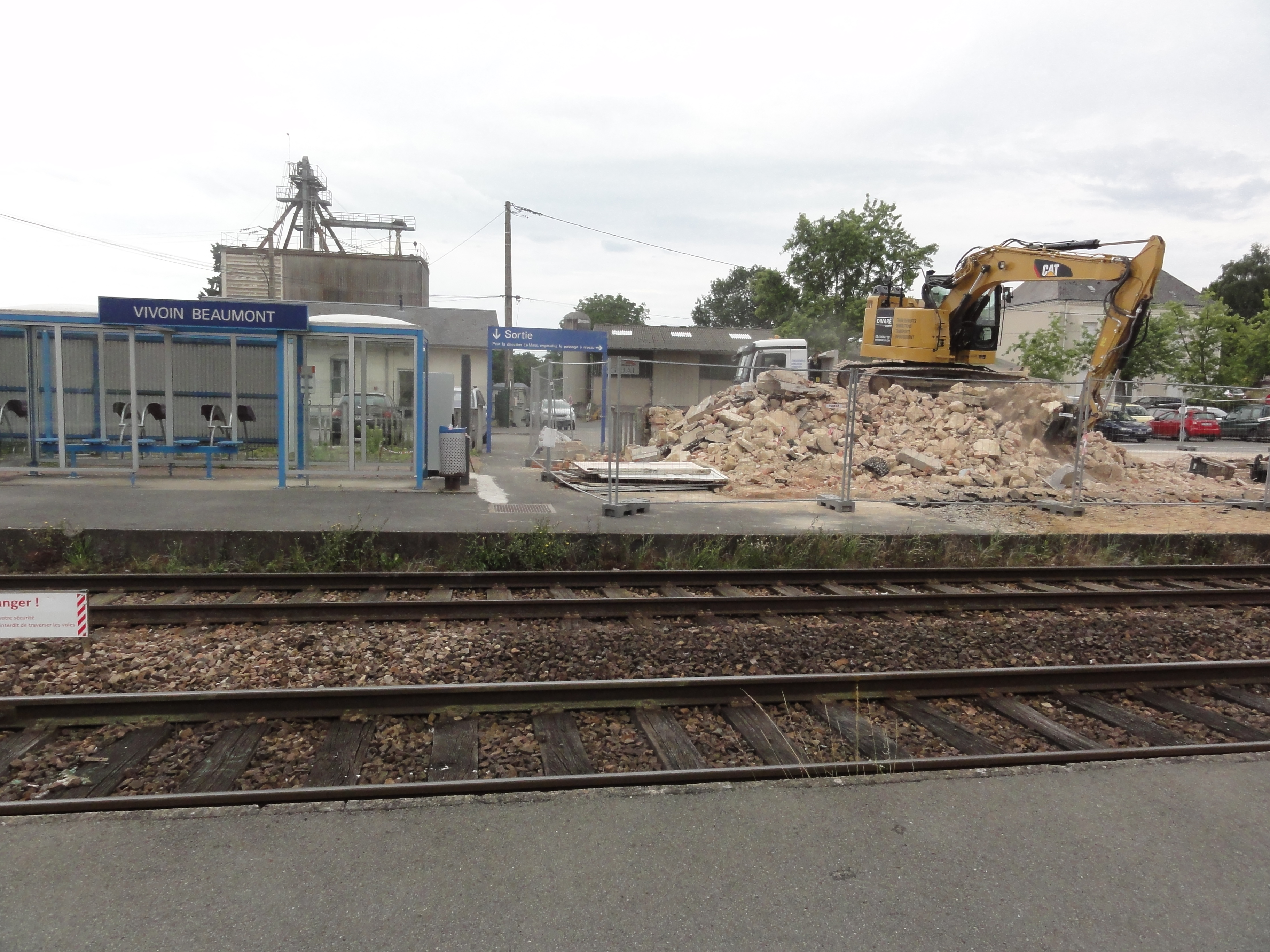
La gare avec les débris du bâtiment voyageurs pendant la déstruction, juin 2019.
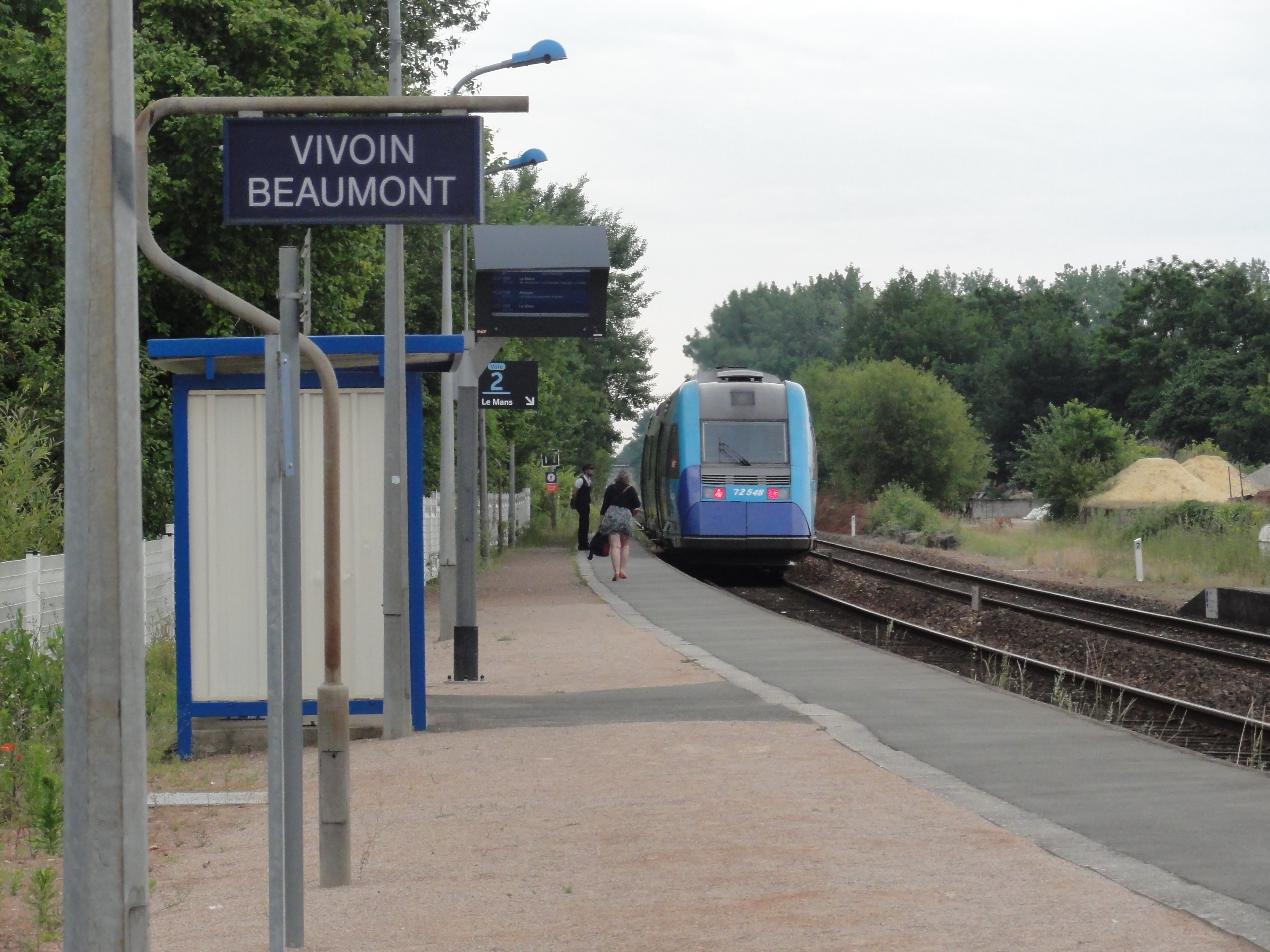
Un train TER à quai, direction Le Mans.